# Ne me quitte pas
Ne me quitte pas (pol. Nie opuszczaj mnie) – solowy album Jacques'a Brela wydany w 1972.
Tytułowy utwór był tłumaczony na wiele języków i wykonywany przez ponad 400 innych artystów, takich jak np.: Salvatore Adamo, Natacha Atlas, Charles Aznavour, Shirley Bassey, David Bowie, Belinda Carlisle, Gigliola Cinquetti Neil Diamond, Marlene Dietrich, Céline Dion, Maria Gadú, In-Grid, Tom Jones, Cyndi Lauper, Vicky Leandros, Madonna, Alison Moyet, Gino Paoli, Nina Simone, Frank Sinatra, Sting, Barbra Streisand oraz wielu innych.
W Polsce utwór Ne me quitte pass, pierwotnie w tłumaczeniu Adama Kreczmara, był wykonywany pod koniec lat 70. XX wieku przez Irenę Jarocką z Jacqesem Hustinem, w 1992 nagrany solo przez Irenę Jarocką (wyd. pośmiertne: Francuskie piosenki, 2012). Najbardziej znanego tłumaczenia utworu dokonał Wojciech Młynarski, a piosenka w jego przekładzie jest śpiewana przez m.in. Michała Bajora, Edytę Górniak, Edytę Jungowską, Joannę Jabłczyńską, Annę Wyszkoni.

## Lista utworów
1. „Ne me quitte pas” (Jacques Brel)
nagranie 20 czerwca 1972
2. „Marieke” (Brel)
nagranie 12 czerwca 1972
3. „On n’oublie rien” (Brel)
nagranie 12 czerwca 1972
4. „Les Flamandes” (Brel)
nagranie 12 czerwca 1972
5. „Les prénoms de Paris” (Brel)
nagranie 12 czerwca 1972
6. „Quand on a que l’amour” (Brel)
nagranie 27 czerwca 1972
7. „Les biches” (Brel)
nagranie 23 czerwca 1972
8. „Le prochain amour” (Brel)
nagranie 23 czerwca 1972
9. „Le moribond” (Brel)
nagranie 20 czerwca 1972
10. „La valse à mille temps” (Brel)
nagranie 27 czerwca 1972
11. „Je ne sais pas” (Brel)
nagranie 12 czerwca 1972

## Współtwórcy albumu
- François Rauber – dyrygent orkiestry, aranżacja